# Diecéze Treviso
Diecéze Treviso (latinsky Dioecesis Tarvisina) je římskokatolická diecéze v italské oblasti Benátsko, která tvoří součást Církevní oblasti Triveneto. Je sufragánní vůči benátskému patriarchátu.

## Stručná historie
Tradice mluví o sv. Prosdocimovi z Padovy jako o evangelizátorovi oblasti v 1. století. První historicky doložený biskup je až ze 6. století. Diecéze vždy spadala pod aquilejský patriarchát; po jeho zrušení v roce 1751 se stala součástí provincie Arcidiecéze Udine, až v roce 1818 byla podřízena Benátskému patriarchátu.